# Saltos ornamentais nos Jogos Olímpicos de Verão de 2016 - Trampolim 3 m sincronizado masculino
A competição do trampolim de 3 m sincronizado masculino dos saltos ornamentais nos Jogos Olímpicos de 2016 realizou-se a 10 de agosto no Parque Aquático Maria Lenk, na Barra da Tijuca, Rio de Janeiro.

## Formato
A prova consistiu de uma fase única em que os saltadores realizaram seis rondas de saltos sincronizados, em simultâneo. 11 jurados avaliaram a performance de cada equipe a cada ronda (seis para o salto, três por saltador; e cinco jurados avaliaram a sincronização). Só a pontuação do meio de cada saltador contou, com as três do meio a contar para a sincronização. Foi feita uma média dessas cinco pontuações, multiplicada por três e pelo grau de dificuldade da manobra. A pontuação de cada um dos seis saltos foi somada, dando o resultado final.

## Calendário
Os horários são pelo fuso de Brasília (UTC−3).
| Data                       | Hora  | Ronda |
| -------------------------- | ----- | ----- |
| Quarta-feira, 10 de agosto | 16:00 | Final |

## Medalhistas
|  | GBR Grã-Bretanha         |  | USA Estados Unidos       |  | CHN China        |
|  | Chris Mears Jack Laugher |  | Sam Dorman Michael Hixon |  | Cao Yuan Qin Kai |

## Resultados
A dupla britânica foi campeã olímpica, impondo-se aos norte-americanos e também ao par da China.
| Pos.              | Saltadores                                  | Saltos | Saltos | Saltos | Saltos | Saltos | Saltos | Total  |
| Pos.              | Saltadores                                  | 1      | 2      | 3      | 4      | 5      | 6      | Total  |
| ----------------- | ------------------------------------------- | ------ | ------ | ------ | ------ | ------ | ------ | ------ |
| Medalha de ouro   | GBR Grã-Bretanha Chris Mears Jack Laugher   | 52.80  | 53.40  | 84.66  | 85.68  | 86.58  | 91.20  | 454.32 |
| Medalha de prata  | USA Estados Unidos Sam Dorman Michael Hixon | 50.40  | 50.40  | 85.68  | 87.15  | 78.54  | 98.04  | 450.21 |
| Medalha de bronze | CHN China Cao Yuan Qin Kai                  | 54.00  | 54.00  | 79.56  | 82.62  | 90.30  | 83.22  | 443.70 |
| 4                 | GER Alemanha Stephan Feck Patrick Hausding  | 52.80  | 51.60  | 80.19  | 74.55  | 69.36  | 81.60  | 410.10 |
| 5                 | MEX México Jahir Ocampo Rommel Pacheco      | 51.00  | 50.40  | 82.62  | 69.30  | 74.46  | 77.52  | 405.30 |
| 6                 | ITA Itália Andrea Chiarabini Giovanni Tocci | 52.80  | 51.00  | 80.58  | 64.98  | 70.35  | 75.48  | 395.19 |
| 7                 | RUS Rússia Evgeny Kuznetsov Ilya Zakharov   | 53.40  | 51.60  | 76.50  | 62.01  | 63.00  | 78.66  | 385.17 |
| 8                 | BRA Brasil Ian Matos Luiz Outerelo          | 48.60  | 28.80  | 61.38  | 66.33  | 70.38  | 57.12  | 332.61 |